# Caradocien
| Silurien                                            | Llandovérien | Rhuddanien  | plus récent    |
| Ordovicien                                          | supérieur    | Hirnantien  | 445.2 – 443.1  |
| Ordovicien                                          | supérieur    | Katien      | 452.8 – 445.2  |
| Ordovicien                                          | supérieur    | Sandbien    | 458.2 – 452.8  |
| Ordovicien                                          | moyen        | Darriwilien | 469.4 – 458.2  |
| Ordovicien                                          | moyen        | Dapingien   | 471.3 – 469.4  |
| Ordovicien                                          | inférieur    | Floien      | 477.1 – 471.3  |
| Ordovicien                                          | inférieur    | Trémadocien | 486.85 – 477.1 |
| Cambrien                                            | Furongien    | Étage 10    | plus ancien    |
| Subdivision de l'Ordovicien selon l'ICS, août 2018. |              |             |                |

Le terme « Caradoc » est employé dans le nord-ouest européen pour désigner la base de l'ordovicien supérieur (noté o5).
Le Caradocien couvre les étages Ordovicien V (Sandbien) et Ordovicien VI (Katien) de l'échelle standard. Il s'étend de 460,9 ± 1,6 à 445,6 Ma et précède l'Ashgillien.
C'est un terme considéré comme obsolète par les échelles stratigraphiques normalisées.
Il comprend les âges :
- Trenton ;
- Onnien ;
- Actonien ;
- Marshbrookien ;
- Longvillien ;
- Soundleyen ;
- Harnagien ;
- Costonien.

Le Caradocien doit son nom au mont Caer Caradoc (en) en Angleterre (Shropshire).